# Jean-Christophe Yoccoz
Jean-Christophe Yoccoz (París, 29 de maig de 1957 - 3 de setembre de 2016) va ser un matemàtic francès, conegut pels seus treballs sobre els sistemes dinàmics.
Per aquests treballs la Unió Matemàtica Internacional, al Congrés Internacional de Matemàtics desenvolupat a Zúric, li va atorgar la Medalla Fields el 1994. Va ser un destacat estudiant, entrant a l'Escola Normal Superior de París el 1975. Va ser membre de l'Acadèmia de Ciències Francesa des de 1994, professor de la Universitat de París-Sud, i professor honorari de l'Institut Nacional de Matemàtica Pura i Aplicada de Brasil.